# Michael Jäger
Pour les articles homonymes, voir Jäger.
Michael Jäger (né en 1958 à Vienne) est un éditeur autrichien, astronome amateur et découvreur de comètes.

## Biographie
Depuis 1980 Jäger exerce la profession d'éditeur pour le journal Kurier. À partir de 2005 il dirige le département éditorial de Basse-Autriche, et depuis 2010, il dirige le département des chroniques.
Jäger est impliqué dans l'observation des comètes depuis 1982. En date de janvier 2015, il a pu traquer plus de 500 de ces corps célestes. Le 28 août 1994, Jäger découvre un fragment de comète provenant de la comète périodique 141P/Machholz. Le 23 octobre 1998, il découvre la comète 290P/Jäger,.
En 1999 il reçoit le prix Edgar-Wilson pour la découverte d'une comète. La même année, Jäger devient le premier gagnant de la médaille VdS (Médaille Vereinigung der Sternfreunde), décernée par l'association allemande Vereinigung der Sternfreunde (« L'Association des amis des étoiles »). En mai 2004, l'astéroïde (78391) Michaeljäger est nommé en son honneur. Le 24 juin 2014, Jäger reçoit la décoration d'honneur d'argent de la province de Basse-Autriche pour son travail journalistique.